# Evaldas Šiškevičius
Evaldas Šiškevičius (* 30. Dezember 1988 in Vilnius) ist ein litauischer Radrennfahrer.

## Karriere
Šiškevičius gewann im Jahr 2011 mit der Gesamtwertung und einer Etappe der Volta ao Alentejo seine ersten Wettbewerbe des internationalen Kalenders. Im Jahr 2012 gewann u. a. einen Abschnitt der Tour du Limousin, einem Etappenrennen hors categorie und das Eintagesrennen der 1. Kategorie Grand Prix de la Somme. In der Saison 2015 gewann Šiškevičius die Rundfahrten Circuit des Ardennes und Tour of Yancheng Coastal Wetlands. Zu seinen besten Ergebnissen gehören auch vordere Platzierungen bei Rennen der UCI World Tour: Er wurde aus einer sechsköpfigen Spitzengruppe heraus Zweiter der dritten Etappe des Critérium du Dauphiné 2017 und belegte bei seiner fünften Teilnahme beim Klassiker Paris-Roubaix 2019 den neunten Platz.

## Erfolge
2011
- Gesamtwertung und eine Etappe Volta ao Alentejo

2012
- eine Etappe Tour de Bretagne
- eine Etappe Tour du Limousin
- Grand Prix de la Somme

2015
- Gesamtwertung und Mannschaftszeitfahren Circuit des Ardennes
- Gesamtwertung und eine Etappe Tour of Yancheng Coastal Wetlands

2017
- Sprintwertung Tour de Wallonie

2020
- Litauischer Meister – Einzelzeitfahren

2021
- Litauischer Meister – Einzelzeitfahren